# Bright Midnight: Live in America
Bright Midnight: Live in America je koncertní album skupiny The Doors, vydané 2. října 2001. Skladby pocházejí z července 1969 - srpna 1970 ve městech: Detroit, Philadelphia, Detroit, Pittsburgh, Hollywood, New York City, Boston a Bakersfield.

## Seznam skladeb
| Pořadí         | Název                                                               | Autor                                 | Délka |
| -------------- | ------------------------------------------------------------------- | ------------------------------------- | ----- |
| 1.             | Light My Fire                                                       | Morrison, Krieger, Manzarek, Densmore | 11:26 |
| 2.             | Been Down So Long                                                   | Morrison, Krieger, Manzarek, Densmore | 7:28  |
| 3.             | Back Door Man                                                       | Dixon, Burnett                        | 2:24  |
| 4.             | Love Hides                                                          | Morrison, Krieger, Manzarek, Densmore | 2:23  |
| 5.             | Five to One                                                         | Morrison, Krieger, Manzarek, Densmore | 5:11  |
| 6.             | Touch Me                                                            | Morrison, Krieger, Manzarek, Densmore | 3:33  |
| 7.             | Crystal Ship                                                        | Morrison, Krieger, Manzarek, Densmore | 2:58  |
| 8.             | Break on Through (To the Other Side)                                | Morrison, Krieger, Manzarek, Densmore | 4:24  |
| 9.             | Bellowing                                                           | Morrison, Krieger, Manzarek, Densmore | 1:31  |
| 10.            | Roadhouse Blues                                                     | Morrison, Krieger, Manzarek, Densmore | 6:55  |
| 11.            | Alabama Song (Whisky Bar)                                           | Brecht, Weill                         | 1:55  |
| 12.            | Love Me Two Times“ / „Baby, Please Don't Go“ / „St. James Infirmary | Williams / Williams / Mills           | 8:51  |
| 13.            | The End                                                             | Morrison, Krieger, Manzarek, Densmore | 16:16 |
| Celková délka: | Celková délka:                                                      | Celková délka:                        | 73:42 |

## Sestava
- Jim Morrison – zpěv
- Ray Manzarek – klávesy (včetně basové linky)
- Robby Krieger – kytara
- John Densmore – bicí